# 沙渚
31°24′08″N 120°13′13″E / 31.40221°N 120.22041°E
沙渚，又称庙山渚、沙头渚、白龙渚，是一个位于中华人民共和国江苏省无锡市滨湖区雪浪街道的小山咀。

## 特点
沙渚位于南方泉西南部与太湖交接的地区，为庙山经南延向太湖伸出的小山咀。当地建有南泉水厂，沙渚也是滨湖区主要取水口。2009年，无锡市人民政府修建贡湖湾湿地公园一期工程2标段，将沙渚生态公园一并纳入工程项目。

## 图库

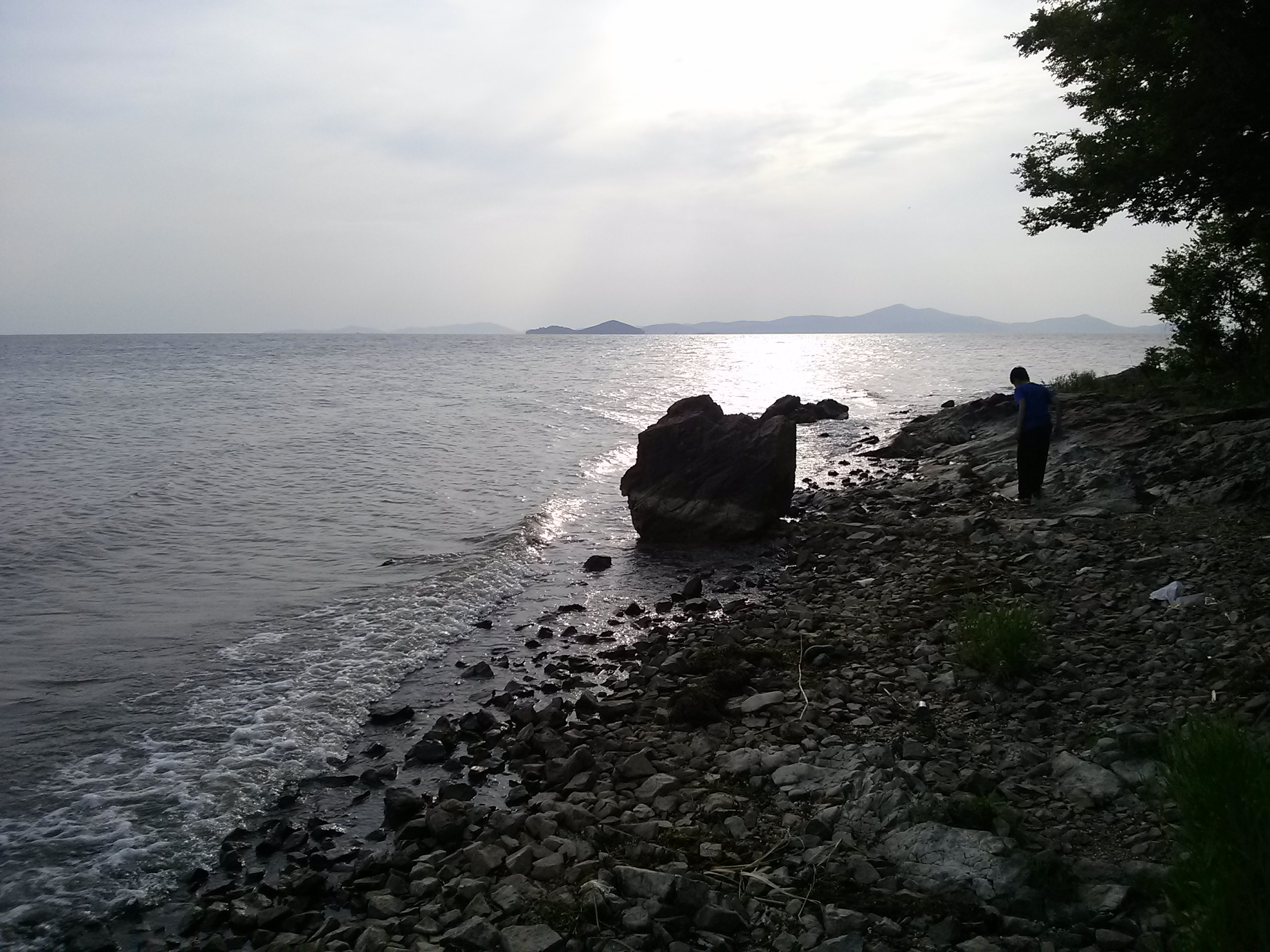
沙渚口看太湖
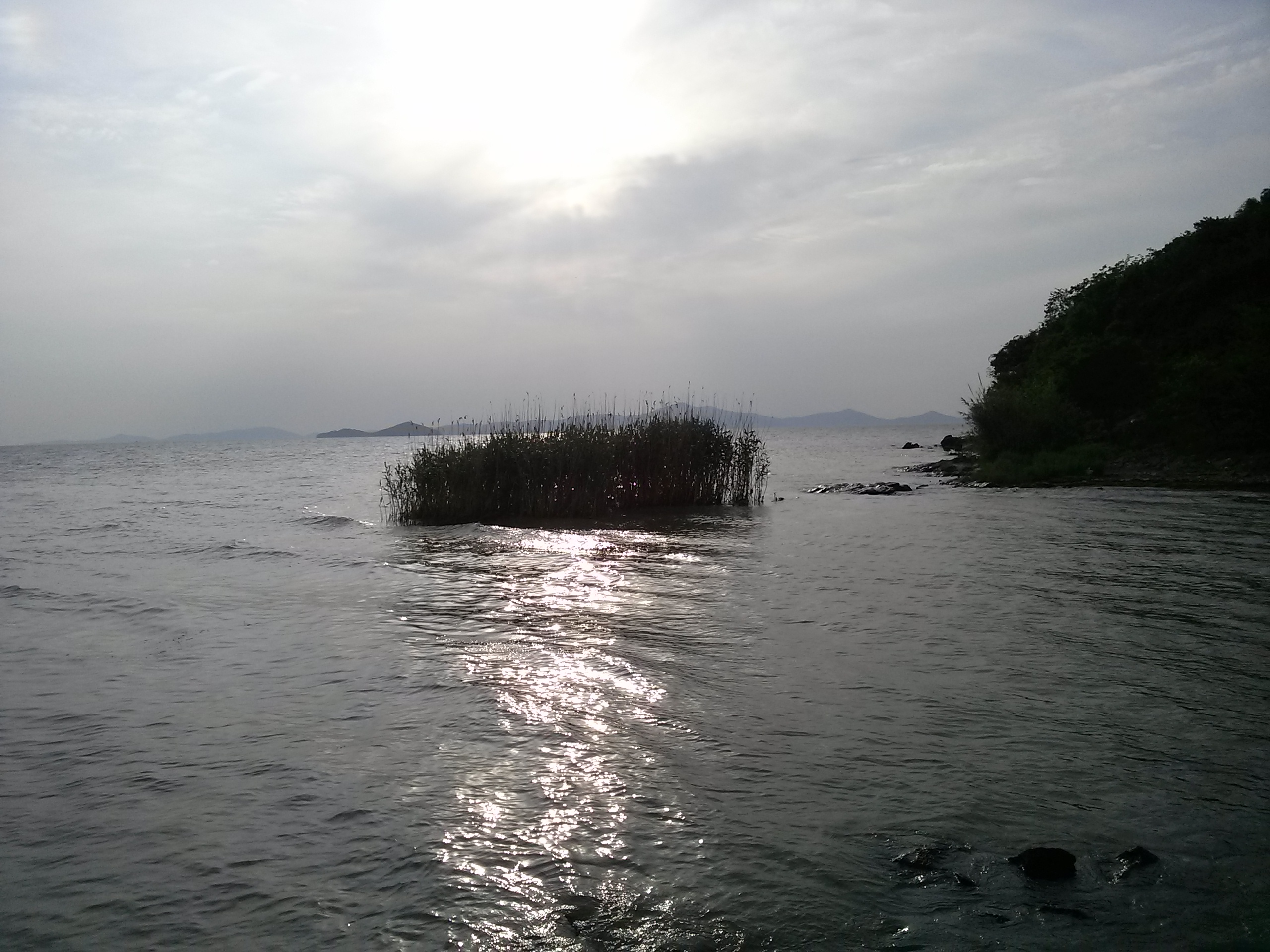
沙渚口